# Грийнпийс
Грийнпийс (на английски: Greenpeace, в превод Зелен мир) е неправителствена екологична организация с офиси в над 40 страни и с международен координационен орган в Амстердам, Нидерландия.
Членовете на Грийнпийс имат за цел да гарантират способността на Земята да осигурява живота в цялото му разнообразие и фокусира усилията си към въпроси като глобалното затопляне, обезлесяването, свръхулова, промишления китолов и антиядрените въпроси.
Грийнпийс използва преки действия, лобиране и изследвания, за да постигне целите си. Глобалната организация не приема финансова помощ от държавни организации и институции, политически партии и бизнес организации, за да осъществи своята дейност, а набира средства само от доброволни дарения. Счита се, че Грийнпийс има над 2,8 млн. дарители, индивидуални поддръжници и Фондация за безвъзмездни средства. Грийнпийс е една от основателките на Хартата на отчетността на Инго. Международната неправителствена организация възнамерява да насърчава отчетността и прозрачността на действията си.
Грийнпийс възниква като движение за мир и антиядрени протести във Ванкувър, Британска Колумбия, в началото на 1970 г. На 15 септември 1971 г. новосъздаденият комитет „Не правете вълни“ изпраща от Ванкувър за протеста чартърен кораб „Филис Кормак“, преименуван на Грийнпийс, за да се противопостави на тестването от САЩ на ядрени устройства в Амчитка, Аляска. Комитетът „Не правете вълни“ впоследствие приема името Грийнпийс.
След няколко години, Грийнпийс се разпространява в няколко страни и започва кампания по други въпроси, свързани с околната среда, като например търговския китолов и токсичните отпадъци. В края на 1970 г., различни регионални групи на Грийнпийс формират Грийнпийс Интернешънъл, за да контролират изпълнението на целите и дейността на регионалните организации в световен мащаб. Грийнпийс получава вниманието на международната общност през 1980 г., когато френското разузнаване бомбардира „Рейнбоу Уориър“ – един от най-известните кораби, управлявани от Грийнпийс. През следващите години Грийнпийс се превръща в една от най-големите природозащитни организации в света.

## История

### Произход
В края на 1960 г., САЩ имат планове за подземен ядрен опит на оръжие в тектонично нестабилен остров на Амчитка в Аляска. Заради земетресението от 1964 г. в Аляска, плановете повдигат някои притеснения за теста – дали няма да задействат земетресения и причиняват цунами. Антиядрени активисти протестират срещу теста на границата на САЩ и Канада с лозунги „Да не правим вълни“. Но протестите не спират САЩ от детониране на бомбата.
Въпреки че нито земетресение, нито цунами последват теста, опозицията се разраства, защото САЩ обявява, че ще взривяват бомба пет пъти по-мощна от първата. Сред противниците са били Джим Боулън, ветеран, който е служи на американския флот и Ървинг и Дороти Стоун. Като членове на Sierra Club Канада, те са били разочаровани от липсата на действия от организацията. От Ървинг Стоун Джим Боулън научава за формата на пасивна съпротива, „bare witness“, при която срещу нежелателна дейност се протестира просто чрез присъствие. Мари, съпругата на Джим Боулън, решава да отплава за Амчитка, вдъхновена от антиядрените пътувания на Алберт Бигълоу през 1958 г. Идеята в крайна сметка стига до пресата и бива свързана с Клуб Сиера. Клуб Сиера не харесва тази връзка и през 1970 г. за протеста е създаден комитетът „Не правете вълни“. Ранните срещи са проведени в Шонеси в дома на Роберт и Боби Хънтар. Впоследствие дома Стоу на ул. Кортни 2775 се превръща в централен офис. Първият офис е открит задкулисно, на Cypress и Bwy SE ъгъл в Kitsilano, (Ванкувър), преди да се премести на 4-та улица запад в Мейпъл.
Има спор кои са действителните основатели на комитета „Не правете вълни“. Изследователката Ванеса Тимер описва първите членове като „групата на слабо организирани протестиращи“. Според текущата уеб страница на Грийнпийс, учредителите са Дороти и Ървинг Стоун, Мари и Джим Боулън, Бен и Дороти Меткалф и Робърт Хънтър. Книгата „Грийнпийс – Историята“ гласи, че учредителите са Ървинг Стоун, Джим Боулън и Пол Коте, студент по право и мирен активист. Интервю с Дороти Стоу, Дороти Меткалф, Джим Боулън и Робърт Хънтър идентифицира основателите като Пол Коте, Ървинг и Дороти Стоун и Джим и Мари Боулън. Пол Уотсън, който също участвал в антиядрени протести, твърди, че той също е един от основателите. Друг ранен член, Патрик Мур също така е заявява, че е един от основателите. Грийнпийс описва Мур като един от основателите и първите членове на комитета „Не правете вълни“, но по-късно заявява, че въпреки че Мур е начален член, той не е основател. Според собственото писмо на Мур, той кандидатства към вече съществуващата организация през март 1971 година.
Ървинг Стоун е организатор на благотворителния концерт (подкрепен от Джоан Баез), проведен на 16 октомври 1970 г. в Тихия Колизеум във Ванкувър. Концертът е организиран за финансова основа на първата кампания на Грийнпийс. „Амчитка, 1970 концерт“, който стартира през ноември 2009 г., е публикуван от Грийнпийс на CD и също е на разположение като mp3 изтегляне чрез Интернет страницата на концерта Амчитка. Използвайки средствата, събрани с концерта, комитетът „Не правете вълни“ наема кораб, собственост на Филис Кормак и отплава от Джон Кормак. Корабът е преименуван на „Грийнпийс“ за протеста, след термин, използван от активиста Бил Дарнел.
През есента на 1971 г. корабът „Увереност“, плаващ към Амчитка е изправен пред американската брегова охрана, която принуждава активистите да се върнат назад. Заради това и все по-лошото време екипажът решава да се върне в Канада, само за да разбере, че новината за тяхното пътуване е генерирала симпатия за протеста им. След това Грийнпийс се опитват да се движат с други плавателни съдове, докато САЩ детонира бомбата. Ядреният тест бил критикуван и САЩ решават да не продължават с плановете си на Амчитка.
През 1972 г. комитетът „Не правете вълни“ променя официалното си име на Грийнпийс. Въпреки че организацията е основана под друго име през 1970 г. и официално е наречена „Грийнпийс“ през 1972 г., раждането на самата организация датира от първия протест през 1971 г. Грийнпийс също така посочва, че „не е имала само един основател и името, идеята, духът, тактиката и интернационализма на организацията имат отделна приемственост“.
Както Рекс Уелер пише в своята хронология, през 1969 г. „тихият дом на Кортни Стрийт скоро ще се превърне в център от монументално, глобално значение“. Някои от първите срещи на Грийнпийс са проведени там и той служи като първи офис на фондация Грийнпийс.
Първоначалният офис в дома на Стоу (и след първия концерт за набиране на средства) се премества в други частни домове, преди да се установи през есента на 1974 г. в малък офис, споделен със SPEC група на околната среда, на 4-то авеню 2007 на Мейпъл Стрийт, срещу кварталната кръчма „Бимини“. Адресът на тази служба се променя на 4-то авеню 2009. Сградата все още съществува и офисът е нагоре по стълбите – врата 2009.

## След Амчитка
След като ядрените тестове в Амчитка приключват, Гриинпийс измества фокуса си върху френските ядрени опити в атола Моруроа във Френска Полинезия. Младата организация има нужда от помощ за организирането на протести и Дейвид Мактагърд – бивш бизнесмен, живеещ в Нова Зеландия, се свързва с тях. През 1972 г. неговата 12,5 м яхта „Вега“ бива прекръстена на „Гриинпийс III“ и отплава на антиядрен протест към Моруроа в опит да прекъсне френските ядрени тестове. Пътуването е спонсорирано и организирано от новозеландския клон на Кампанията за ядрено разоръжаване. Френският флот се опитва да спре протеста по няколко начина включително и чрез покушения над Дейвид Мактагърд. Предполага се, че Мактагърд е пребит дотолкова, че загубва зрението на едното си око. За щастие един от членовете на екипажа заснема инцидента и му дава публичност. Поради това Франция обявява, че ще спре атмосферните ядрени тестове.
В средата на 70-те някои от членовете на Гриинпийс започват индивидуална кампания – проектът Ахаб срещу комерсиалния лов на китове, тъй като Арвинг Стоул е против Гриинпийс да се фокусира върху друго освен борбата срещу ядрените опити. След като той умира през 1975 г. Филис Кормак заминава от Ванкувър, за да се срещне със съветските ловци на китове край бреговете на Калифорния. Активистите от Гриинпийс прекъсват лова като застават между харпуните и китовете. Кадри от протеста обикалят целият свят. По късно през 70-те организацията разширява фокуса си като включва токсичните отпадъци и комерсиалния лов на тюлени.

## Организационно развитие

### Етапи на развитие
Грийпийс еволюира от група канадци протестиращи в лодка до по-малко консервативна група природозащитници с афинитет към контракултурата и хипи движенията от 1960 и 1970 г. Социалният и културен фон допринесли за създаването на Грийнпийс предизвикват развитието на нови кодекси на социално, екологично и политическо поведение. Историкът Франк Зелко коментира, че „за разлика от „Приятели на Земята“ например, която се създава като готова идея на Дейвид Брауер, Грийнпийс се развива по-еволюционен начин.“
В средата на 70-те г. на XX век независими групи използващи името „Грийнпийс“ започнали да се появяват навсякъде по света. През 1977 г. има между 15 и 20 групи Грийнпийс в цял свят. В същото време канадският офис на Грийнпийс бил в тежки дългове. Възникнали спорове между офисите по отношение набирането на средства и организационното ръководство. Така глобалното движение се разделя като в Северна Америка офисите са склонни да са под ръководството на офиса във Ванкувър и неговия президент Патрик Мур.
След инцидентите в Моруроа, Дейвид МакТагърт се мести във Франция за битка в съда с френската държава. Той спомага за развитието на сътрудничеството между европейските групи на Грийпийс. Дейвид МакТагърт съветва канадската Грийнпийс да приме нова структура, която ще обедини разпръснатите офиси на Грийнпийс под егидата на една глобална организация. Европейският Грийнпийс плаща канадския дълг на тамошната организация и така на 14 октомври 1979 г. се създава Грийпийс Интернешънъл. Съгласно новата структура, местните офиси имат за задължение да дарят процент от доходите си на международната организация. Някои групи като „Лондон Грийнпийс“ (разпада се през 2001 г.) и базираната в САЩ Грийнпийс (все още функционира) обаче остават независими от Greenpeace International.

### Развитие на структурата
Грийнпийс е световна екологична организация, обединена в Greenpeace International с главна квартира в Амстердам и 27 национални и регионални офиси в 41 държави на света.
Националните и регионалните офиси има широка автономия при решенията си да се включат в глобалните кампании на организацията и да вложат регионален контекст на участието си. Те организират на насърчават групи от доброволци и дарители за подпомагане на инициативите на Грийнпийс като цяло или в регионален план.
Към март 2007 г. Грийнпийс има следните национални и регионални офиси:
- Национални офиси: Аржентина, Белгия, Бразилия, Великобритания, Германия, Гърция, Индия, Испания, Италия, Канада, Китай, Люксембург, Мексико, Нидерландия, Нова Зеландия, Русия, САЩ, Франция, Чехия, Чили, Швейцария, Япония;
- Регионални офиси:
  - Грийнпийс Австралия и Тихи океан: Австралия, Папуа Нова Гвинея, Соломонови острови, Фиджи;
  - Грийнпийс Нордик: Дания, Норвегия, Швеция, Финландия;
  - Грийнпийс Централна и Източна Европа: Австрия, Босна и Херцеговина, България, Полша, Словакия, Словения, Сърбия, Унгария, Черна гора (заб.: Грийнпийс няма постоянни представители в балканските страни);
  - Грийнпийс Средиземноморие: Израел, Кипър, Ливан, Малта, Тунис, Турция;
  - Грийнпийс Югоизточна Азия: Филипини, Индонезия, Тайланд;

## Приоритети
На официалния си сайт Грийпийс определя за свои мисии следните:
Грийнпийс е независима глобална кампанийна организация, която работи в насока да промени схващания и отношения, да предпазва и съхранява природата и да насърчава мира чрез:
- Катализиране на енергийна революция, за да се отговори на заплаха номер едно пред нашата планета – промяната на климата.
- Защитаване на нашите океани чрез борба срещу бракониерите и разрушителния риболов, както и създаване на глобална мрежа от морски резервати.
- Защита на оставащите вековни гори в световен мащаб, които зависят от влиянието на много животни, растения и хора.
- Работа в насока разоръжаване и постигане на мир чрез намаляване на зависимостта от ограничени ресурси и призив за премахване на всички ядрени оръжия.
- Създаване на бъдеще без токсични вещества, с по-безопасни алтернативи на опасни химикали в продуктите и производството днес.
- Водене на кампания за устойчиво земеделие, чрез насърчаване на социално и екологично отговорни земеделски практики.

### Климат и енергия
Грийнпийс е сред първите организации, която формулира сценарии за устойчиво развитие за смекчаване на последиците от промените в климата, което се случва през 1993 г. Според социолозите Марк Мормонт и Кристин Дасной, през 90-те организацията изиграва значителна роля за повишаването на обществената осведоменост на темата за глобалното затопляне. Грийнпийс също така се фокусира върху CFC съединенията (хлорофлуоровъглероди – фреони, които са изключително разрушителни за озоновия слой), които влияят върху глобалното затопляне. В началото на 1990-те години Грийпийс разработва хладилник по нова технология изключваща наличието на CFC съединения. Марката хладилници е наречена „Грийнфрийз“ и е пусната за масово производство. През 1997 г. Програмата за околна среда на ООН награждава Грийнпийс за „дължимите заслуги за защита на озоновия слой на Земята“. През 2007 г. една трета от общото производство на хладилници в света е въз основа на технологията „Грийнфрийз“. Има над 200 милиона единици в употреба.
Грийнпийс смята, че глобалното затопляне е най-големият проблем пред околната среда на Земята. Организацията твърди, че глобалните емисии на парникови газове ще достигнат своя връх през 2015 г. и че ще трябва да бъдат намалени колкото е възможно до 2050 г. За целта Грийнпийс призовава индустриализираните страни да намалят своите емисии най-малко с 40% до 2020 г. (спрямо нивата през 1990 г.), както и да се осигури стабилно финансиране на развиващите се страни за изграждане на устойчив енергиен капацитет, за да се адаптират към неизбежните последици от глобалното затопляне и да се спре обезлесяването до 2020 г. Заедно с EREC (Европейски съвет за възобновяема енергия), Грийнпийс формулира глобален енергиен сценарий „Енергийна (Р)еволюция“, в който 80% от общата енергия в света се произвежда с възобновяеми енергийни източници и емисиите от енергийния сектор са намалели с над 80% до 2050 година.
Използвайки преки действия, Грийнпийс протестират няколко пъти срещу въглищата, окупирайки въглищни електроцентрали и блокирайки пратки на въглища и минни операции в места като Нова Зеландия, Свалбард, Австралия и Обединеното кралство. Активистите критикуват още извличането на петрол от петролни пясъци. Те саботират работния процес в Атанабаска, Канада.
В България активисти на Грийнпийс се обявяват против ядрената енергетика в навечерието на първия референдум в историята на Република България след промените през 1989 г. На 27 януари 2013 г. се провежда референдум с въпрос „Да се развива ли ядрената енергетика на Република България чрез изграждане на нова ядрена електроцентрала“. До искането за провеждане на референдум се стигна след като през месец март 2012 г. мнозинството на ГЕРБ в парламента прие решение за прекратяване на строежа на АЕЦ „Белене“, а в отговор от БСП започнаха подписка за свикване на допитване за изграждане на атомната централа. За да изразят ясно позицията си относно референдума редица активисти на Грийнпийс – България, обикалят градовете в цялата страна с антиядрени послания. Организацията призовава гражданите в България „Информирай себе си! Информирай приятелите си! Гласувай с НЕ на 27 януари!“, активистите издигат лозунгите, че „Ядрената енергия е опасна, скъпа и корумпирана“ и „Избери алтернативите, гласувай с НЕ!“. Грийнпийс – България, организира и антиядрено училище за депутатите пред сградата на Народното събрание като им предлага различна информация за опасностите и заплахите от развитието на този тип енергетика.

#### Делото „Kingsnorth“
През октомври 2007 г., шестима протестиращи от Грийнпийс са арестувани за влизане с взлом в електроцентралата Kingsnorth, катерейки се по 200-метров комин, изрисуване на името „Гордън“ на комина и причинявайки щети на стойност около 30 000 паунда. На последвалия процес срещу тях, те признават опита си да саботират станцията, но твърдят, че действията им са законово обосновани, защото се опитвали да предотвратят промените в климата и предизвикването на по-голяма вреда в световен мащаб. Доказателства се чуват от екологичния съветник на Дейвид Камерън – Зак Голдсмит, също от учения Джеймс Хенсън и инуитски лидер от Гренландия. Те всички казват, че промяната в климата вече се отразява сериозно върху живота в целия свят. Шестимата активисти са оправдани. Това е първият случай, когато се използва подобен довод за предотвратяване на материални щети и се счита за „законно оправдание“ в съда. Вестниците „Дейли телеграф“ и „Гардиън“ описват оправдателната присъда като смущение в правителството на Гордън Браун. През декември 2008 г. „Ню Йорк Таймс“ посочи тази присъда като една от най-влиятелните идеи на годината.

#### „Да преминем отвъд нефта“
Като част от позицията си по темата за възобновяемата енергия, Грийнпийс стартира кампанията си „Да преминем отвъд нефта“. Тя е фокусирана върху забавянето и евентуално приключването на световното потребление на петрол с активистки дейности насочени срещу компании, които целят добиването на нефт. Голяма част от дейностите на тази кампания са били съсредоточени върху добива на нефт в Арктика и районите, засегнати от бедствието Deepwater Horizon.
Друг метод прилаган от Грийнпийс в тази кампания е оказването на политически натиск върху правителства, които позволяват проучванията за нефт на техните територии.

#### Ядрена енергия
Грийнпийс гледа на ядрената енергия като на относително малка индустрия с големи проблеми като например потенциални щети на околната среда и рисковете от добива на уран, разпространението на ядрени оръжия, както и проблемите с ядрените отпадъци. Организацията твърди, че потенциалът на ядрената мощ за намаляване на глобалното затопляне е пределен. Грийнпийс разглежда строителството на АЕЦ Олкилуото във Финландия като пример за проблемите на изграждането на нова ядрена мощност.

##### Антиядрена реклама
През 1994 г. Грийнпийс публикува антиядрена реклама във вестник, която включва твърдението, че ядрените съоръжения Sellafield ще убият 2000 души през следващите 10 години. Също така в рекламата има снимка на дете, посочено че е заболяло от хидроцефалия заради изпробването на ядрени оръжия в Казахстан. Това води до спирането на рекламата. Грийнпийс се защитава като посочва казахски доктор, който твърди, че детето е в такова състояние именно заради атомните тестове. ООН изчислява, че атомните тестове в Казахстан водят до заболяването на около 100 000 души от цели три поколения.

### Горска кампания
Грийнпийс се стреми да опазва непокътнати първичните гори от обезлесяване. Компанията обвинява няколко компании като Юниливър, Найк и Макдоналдс свързвайки ги с изсичането на тропически гори, което довежда до промяна в политиките на горепосочените. Организацията заедно с други екологични неправителствени организации провежда кампания целяща ЕС да забрани вноса на нелегално добит дървен материал.

### Двойка от Токио
През 2008 г. 2 активисти на Грийнпийс, лобиращи против китолова, Юничи Сато и Тору Сузуки, открадват съд с китово месо от пратка към префектура Аомори, Япония. Мотивите им не лежат на много силна обосновка и те биват арестувани. По-късно ги съда в Аомори ги осъжда за нахлуване в чужда собственост и кражба.

### ГМО
Грийнпийс подкрепя гладуващите страни за отказа им от генно-модифицирани храни (ГМО). Според природозащитниците тази практика може да стимулира развиващите се икономики и да направи храните по-сигурни, добавяйки, че ако африканците наистина нямат друга алтернатива, въпросната храна трябва да бъде преработена, за да може да се отглежда. Това условие предразполага съседните на Зимбабве страни – Замбия и Малави да приемат практиката по отношение на ГМО. След като Замбия забранява всички помощи съдържащи ГМО, бившият министър на земеделието в страната отправя критики – как различните НПО, които са се изказали одобрително относно действията на правителството, ще излязат с чиста съвест след приемането на промените? Загрижени относно решението на Замбия, от Грийнпийс обявяват, че ако няма предложени помощи освен ГМО, то помощ, съдържаща ГМО не трябва да бъде отказвана от страната. Но правителството на Замбия взема окончателно решение да откаже ГМО храните и така, както много други правителства решава да не слуша съветите на организацията.

#### Златен ориз
Грийнпийс се противопоставя на планираното използване на – разновидност на сорта Oryza sativa rice, произвеждан чрез генна модификация, за да биосинтезира бета-каротин, чрез който се синтезира витамин А в ядивните части на растението. Според Грийпийс „златният ориз“ не успява да се справи в борбата с недохранването в продължение на 10 години – период, в който много други алтернативни методи успяват да го сторят. Алтернативата на Грийнпийс е да се ограничи отглеждането на единични култури като „златен ориз“ и да се насърчи производството на храни, естествено богати на хранителни вещества (съдържащи друг вид хранителни съставки, различни от тези в „златния ориз“ като добавка на бета-каротина). Грийнпийс твърди, че ресурсите трябва да бъдат използвани в такава насока, която дава резултат и помага в справянето с глада и недохранването.
Подновяването на тези опасения съвпада с публикуваната в сп. „Нейчър“ статия за разновидност на „златния ориз“, съдържаща по-високи нива на бета-каротин. Този „златен ориз 2“ – произведен и патентован от „Syngenta“, предизвиква организацията да поднови твърдението си, че проектът се движи с мотива за печелене на пари. Д-р Пракаш, председател на Центъра за изследване на растителни биотехнологии в университета Тускаджи и президент на AgBioWorld Foundation, изразява мнение и осъжда критиките, че биотехнологиите се развиват само и единствено с цел печалба, която се преследва в западните страни и е без ползи за потребителите. Златният ориз доказва, че критиците грешат и затова те се опитват по всякакъв начин да злепоставят проекта.

### Токсини
През юли 2011 г. излиза т.нар. Dirty Laundry доклад (докладът „Мръсно пране“), уличаващ едни от най-големите производители на спортна екипировка в това, че изхвърлят токсични отпадъци в някои китайски реки. Докладът насочва към проблема със замърсяването на водите вследствие на изхвърляне на токсични отпадъци от текстилната промишленост в страните. Разследванията насочват към отпадъчните води, отделени от две съоръжения в Китай – едното, принадлежащо на Youngor Group, разположено на делтата на река Яндзъ и другото, част от Well Dyeing Factory Ltd., намиращо се на притока на Перлената река. Научен анализ от пробите, взети от двете съоръжения, разкрива наличността на опасни и устойчиви токсични химикали отделяни във водите, включително алкилфеноли, перфлуорирани съединения и пр.
Докладът твърди, че организациите стоящи зад тези фабрики имат бизнес отношения и по всяка вероятност обслужват световни гиганти в текстилния бизнес като Адидас, Найк, Пума, Конвърс и др.

## Структура

### Управление
Състои се от Грийнпийс Интърнешънъл (ГПИ), със седалище в Амстердам, Холандия и 28 регионални офиса, работещи в 45 страни по света. Регионалните офиси работят сравнително самостоятелно, а ГПИ има по-скоро надзорна функция. Изпълнителният директор на организацията се избира от борда на директорите на ГПИ. Сегашният директор на ГПИ е Куми Найдо, а председател на Управителния съвет е Лалита Рамадас. Грийнпийс има персонал от 2400 души и 15 000 доброволци в световен мащаб.
Всяко регионално бюро има регионален изпълнителен директор, избиран от регионалния борд на директорите. Регионалните управления избират довереник/пратеник, който да участва в годишните събрания на ГПИ, на които се назначават нови и се отстраняват стари членове на борда на директорите на ГПИ. Друга основна цел на ежегодните срещи на върха е да се изградят цели и насоки на работа, стратегии, съобразени с докладите, които регионалните представители носят, както и докладите на членовете на борда на директорите на ГПИ.

### Финансиране
Финансирането на Грийнпийс се осъществява от индивидуални поддръжници и организации. Организацията публикува всички получени дарения, за да доказва, че не получава нежелана помощ, евентуално свързана с нечии интереси. Грийнпийс не приема дарения от правителства, правителствени организации, партии и корпорации, за да избегне евентуален натиск или негативно влияние от тяхна страна. Дарения от фондации, финансирани от правителства, партии и други от горепосочените се отхвърлят по същата причина. Дарения от фондации, чиито цели противоречат на целите на Грийнпийс или целят да ограничат независимостта на организацията също биват отказвани.
В средата на 90-те години интересът и поддръжниците на организацията намаляват и това принуждава Грийнпийс да търси нови методи на финансиране. Един от тези методи е набиране на средства лице в лице – активисти по набиране на средства се срещат с хора на публични места, като се опитват да ги убедят всеки индивидуално да дарява някакви средства ежемесечно или ежегодно. През 2008 г. по-голямата част от приходите – 202,5 милиона евро са били дарени от около 2,6 милиона редовни поддръжници главно в Европа.

## Кораби
Откакто е създадена организацията Грийнпийс, плавателните кораби играят важна роля в кампаниите ѝ.

### Рейнбоу Уориър
През 1978 г. се появява „Рейнбоу Уориър“ – 40-метров бивш риболовен кораб, кръстен на герой от легендата за Крий, която вдъхновила един от първите активисти – Робърт Хънтър на неговото първо пътешествие към Амчитка.
Основните постижения и цели на проекта Рейнбоу Уориър са в областта на радиоактивните и токсични отпадъци в световния океан, борбата с китоловния бизнес и други свързани с опазването на околната среда и поддържане на биологичното равновесие, както и борбата срещу ядрените опити в някои райони на световния океан. Чрез този проект са регистрирани редица нарушения, последвани от санкции и компенсации.
През 1989 г. по вода тръгва „Рейнобоу Уориър 2“, като той става известен с това, че поврежда част от рифа Тубатаха и по този начин ГП отнася глоба.

## Критики към Грийнпийс
Един от ранните активисти на организацията – канадският еколог Патрик Мур, напуска ГП, тъй като не подкрепя становището на организацията за неизползването на хлор в питейната вода. Той твърди, че ГП се ръководи от политиката, а не от науката и че бившите му колеги в борда на директорите нямат дори формално научно образование. В отговор Брус Кокс – директор на ГП за Канада, заявява, че организацията никога не искала тотално спиране на използването на хлор в питейната вода или във фармацевтичния бизнес, добавяйки че Мур не е наясно с проблематиката на въпроса и използва науката като параван за своето оттегляне. Пол Уотсън, един от ранните членове на организацията, заявява, че Мур използва статута си на съосновател на ГП, за да придаде важност и достоверност на своите твърдения. Той обявява, че също е съосновател на организацията и че познава Мур от 35 години, допълвайки, че неговите твърдения всъщност нямат никакви основания.
Френски журналист с псевдонима Оливие Вермон пише в своята книга „Скритото лице на Грийнпийс“, че е работил в регионалното бюро на организацията във Франция като секретар. Според неговите думи той е открил и продължава да открива несъответствия и недоразумения между ГПИ и регионалните бюра. Той открива информация, че повече от половината приходи от 180 милиона евро са били използвани за заплати и разходи в различни структури на организацията. Вермон обвинява ГП в това, че е сключил тайни споразумения с големи корпорации, замърсяващи околната среда, с цел на да не бъде сринат техният имидж по света. Списанието за защита на животните Animal People твърди през 1997 г. ГП Франция съдят Вермон и неговия издател за клевета и недоказани твърдения, уронващи престижа и имиджа на организацията.
Статия в сп. „Космос“ на журналиста Уилсън Да Силва отбелязва противоречивата политика на организацията в сферата на ГМО и заявява, че ГП е загубила своя път и истински цели и извършва своите дейности с цел публичност, а не в името на науката.